# Antonio Acuña Carballar
Antonio Acuña Carballar (Castilblanco de los Arroyos, 28 de juny de 1901 - Còrdova, 28 de juliol de 1936) fou un polític socialista andalús.
Fou escollit diputat al Congrés pel PSOE en la circumscripció de Melilla a les eleccions de 1931, les primeres de la Segona República, va ser reelegit per la província de Màlaga a les de 1933 i 1936.
Va ser detingut en la matinada del 18 de juliol de 1936 després del cop d'estat que va donar lloc a la Guerra Civil, mentre viatjava de Madrid a Màlaga amb tren en companyia d'un altre diputat, Luis Dorado Luque. Van ser conduïts a la Caserna de San Rafael de Còrdova, on també es trobaven detinguts uns altres dos diputats: Bautista Garcet Granell i Antonio Bujalance López, a més del periodista i exdiputat Joaquín García-Hidalgo. Garcet i Acuña van ser afusellats en la nit del dia 28 de juliol; Bujalance i Dorado ho forenn la matinada següent. El mateix dia 28 havia mort per coma diabètic, segons la versió oficial, García-Hidalgo.